# Chota Dzidzigouri
Chota Dzidzigouri (géorgien : შოთა ძიძიგური, né le 15 août 1911 à Matkhoji et mort le 14 décembre 1994) était un linguiste géorgien centré principalement sur l'étude de la langue géorgienne et ses dialectes, chercheur au sujet de la langue basque (et les possibles liens entre la langue géorgienne et la langue basque), doctorat en philologie, membre et artiste émérite de l'Académie des sciences géorgienne (depuis 1974).
Ses nombreuses publications concernent la grammaire et l'histoire de la langue géorgienne, sa lexicographie dialectale, l'onomastique, la critique littéraire, etc. Il a soutenu l'hypothèse d'une relation génétique des langues basque et géorgienne.